# Nomocharis aperta
Nomocharis aperta är en liljeväxtart som först beskrevs av Adrien René Franchet, och fick sitt nu gällande namn av William Wright Smith och William Edgar Evans. Nomocharis aperta ingår i släktet Nomocharis och familjen liljeväxter. Inga underarter finns listade.

## Bildgalleri

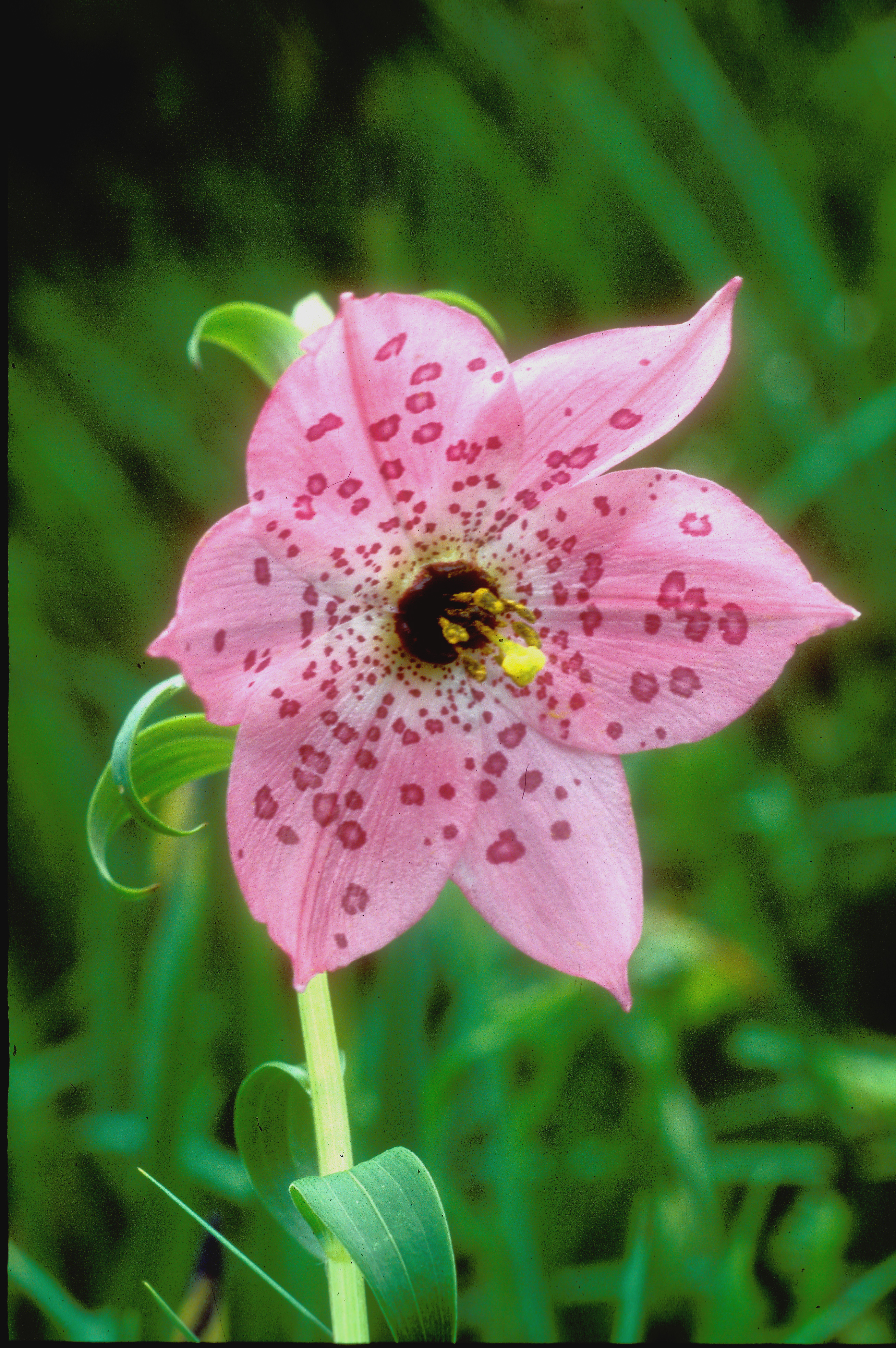
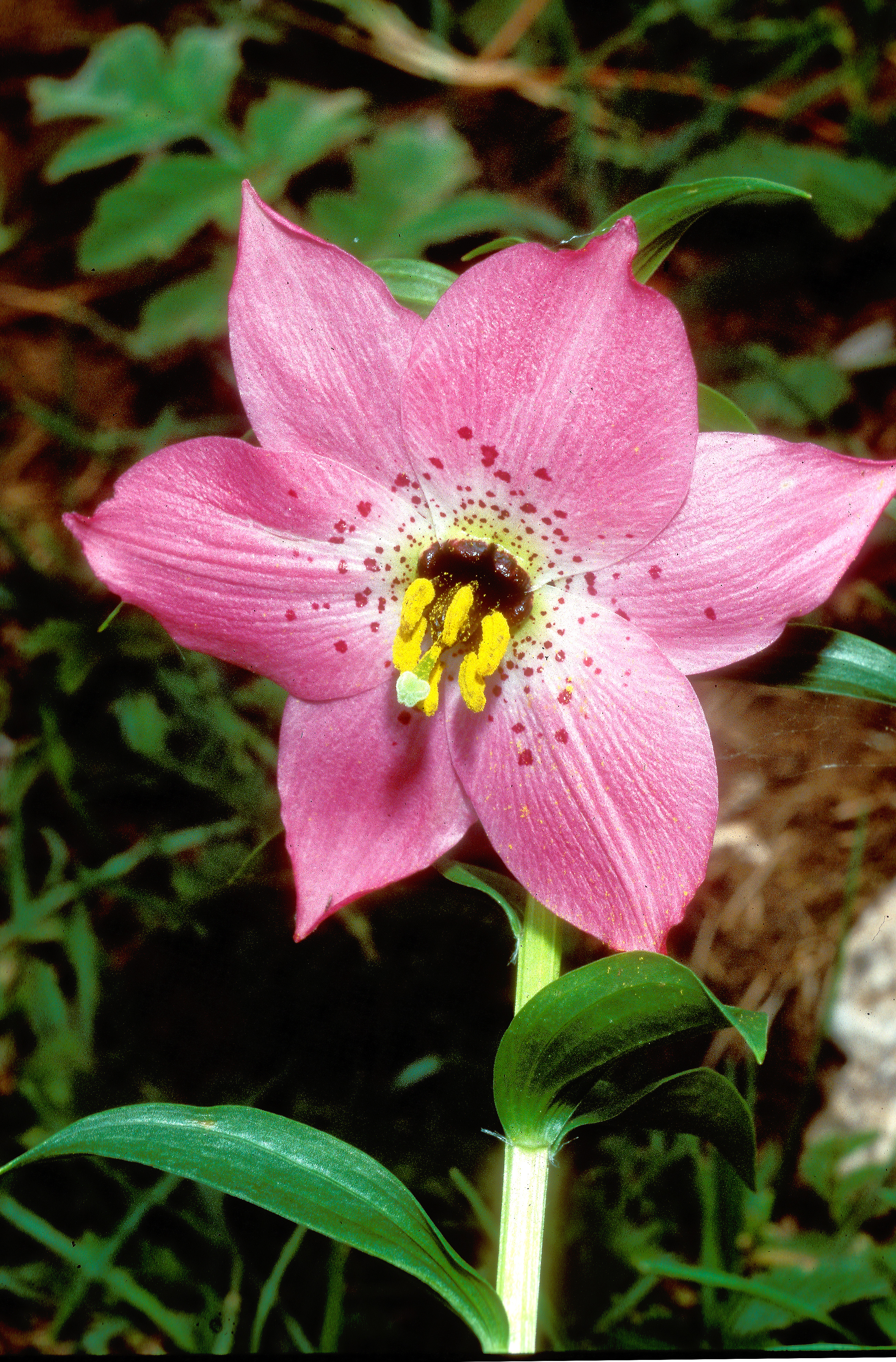
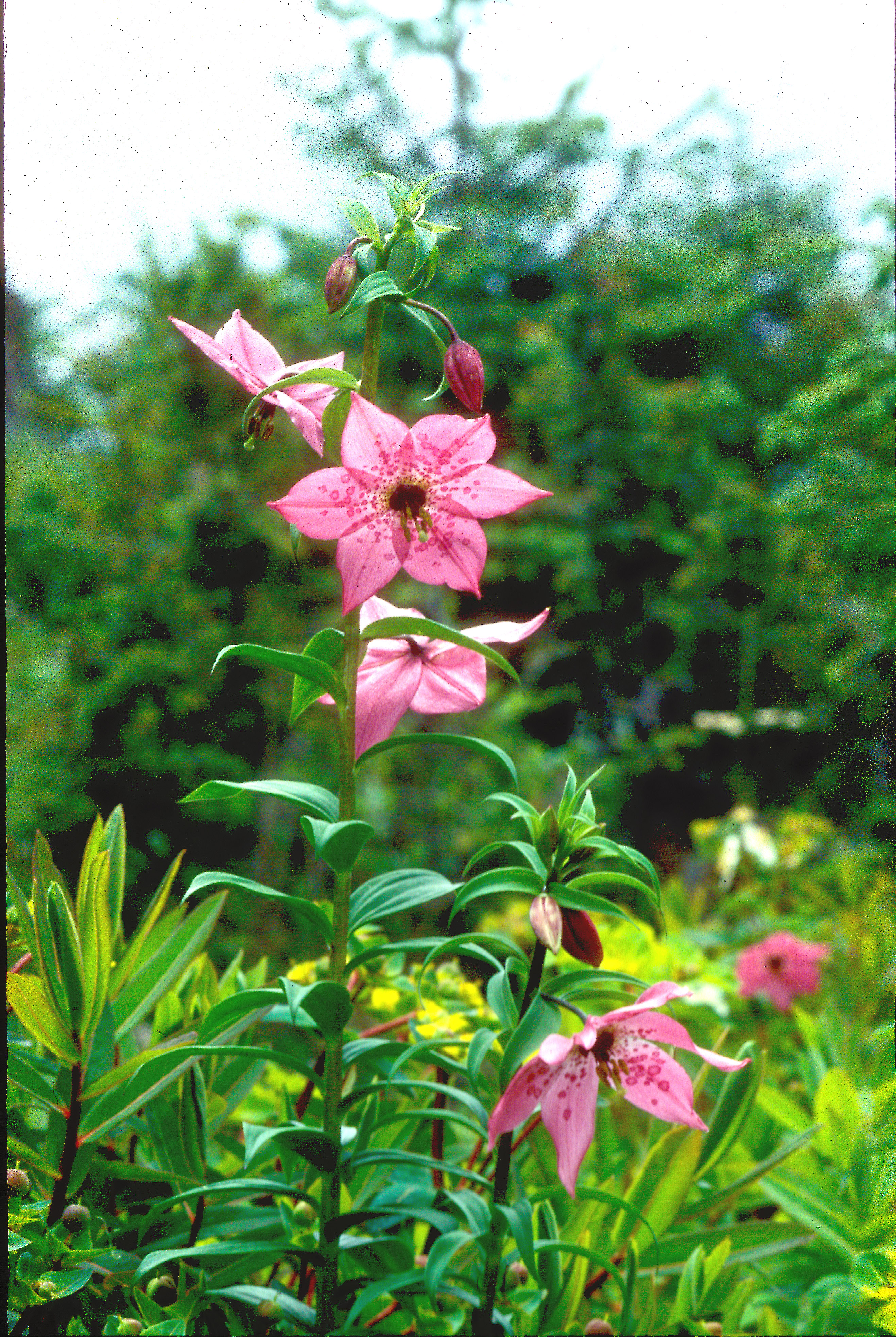
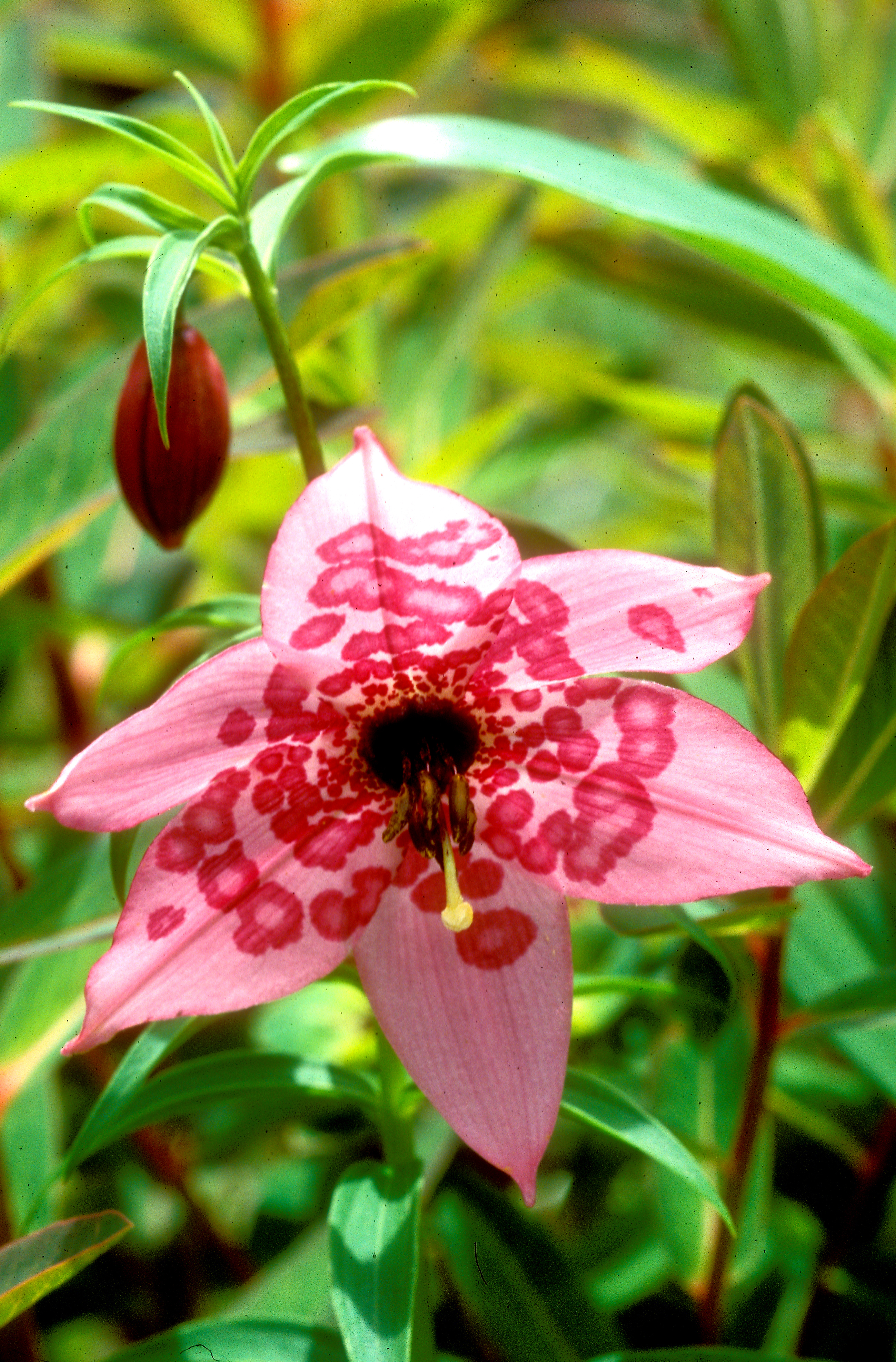
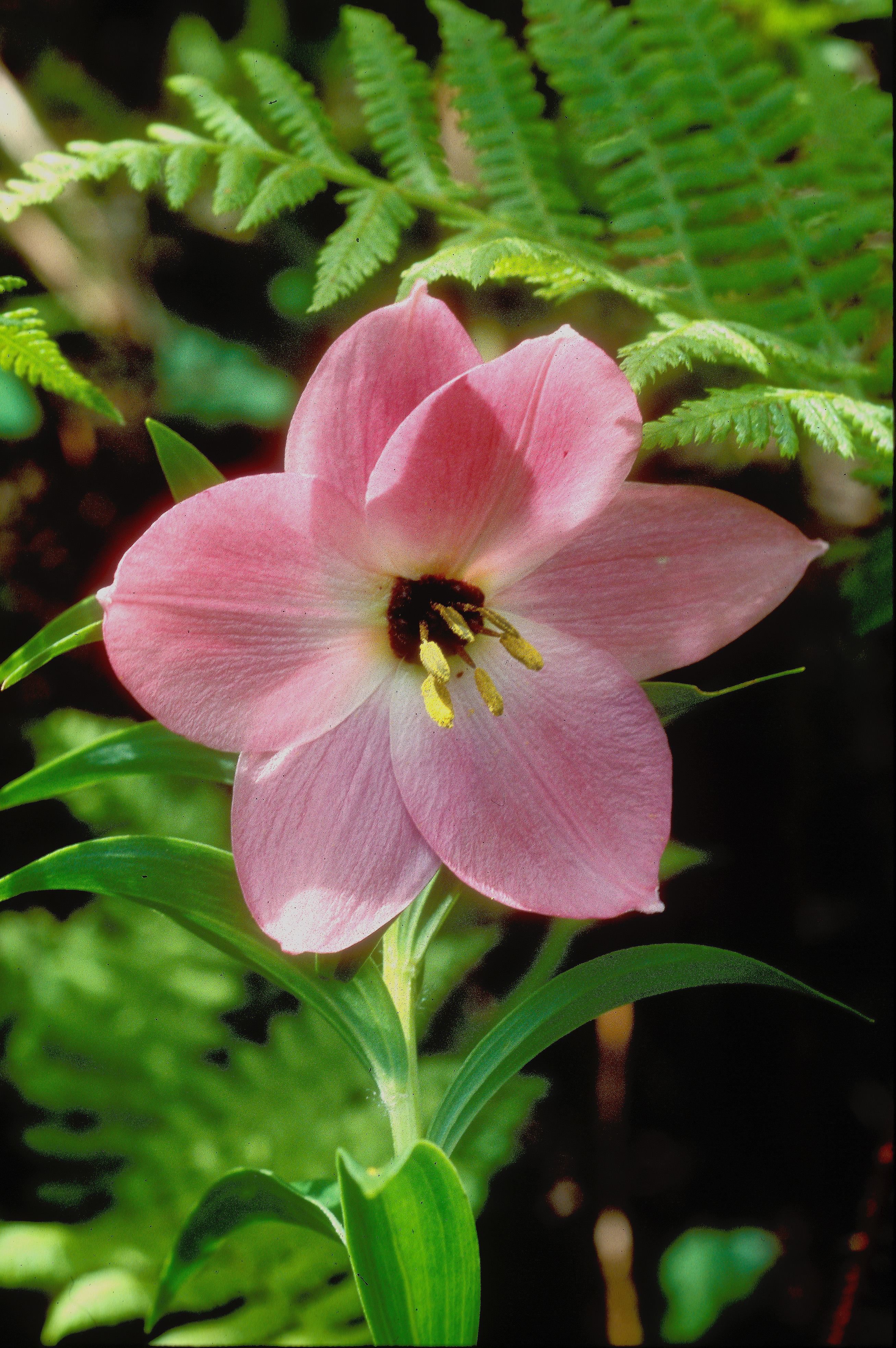
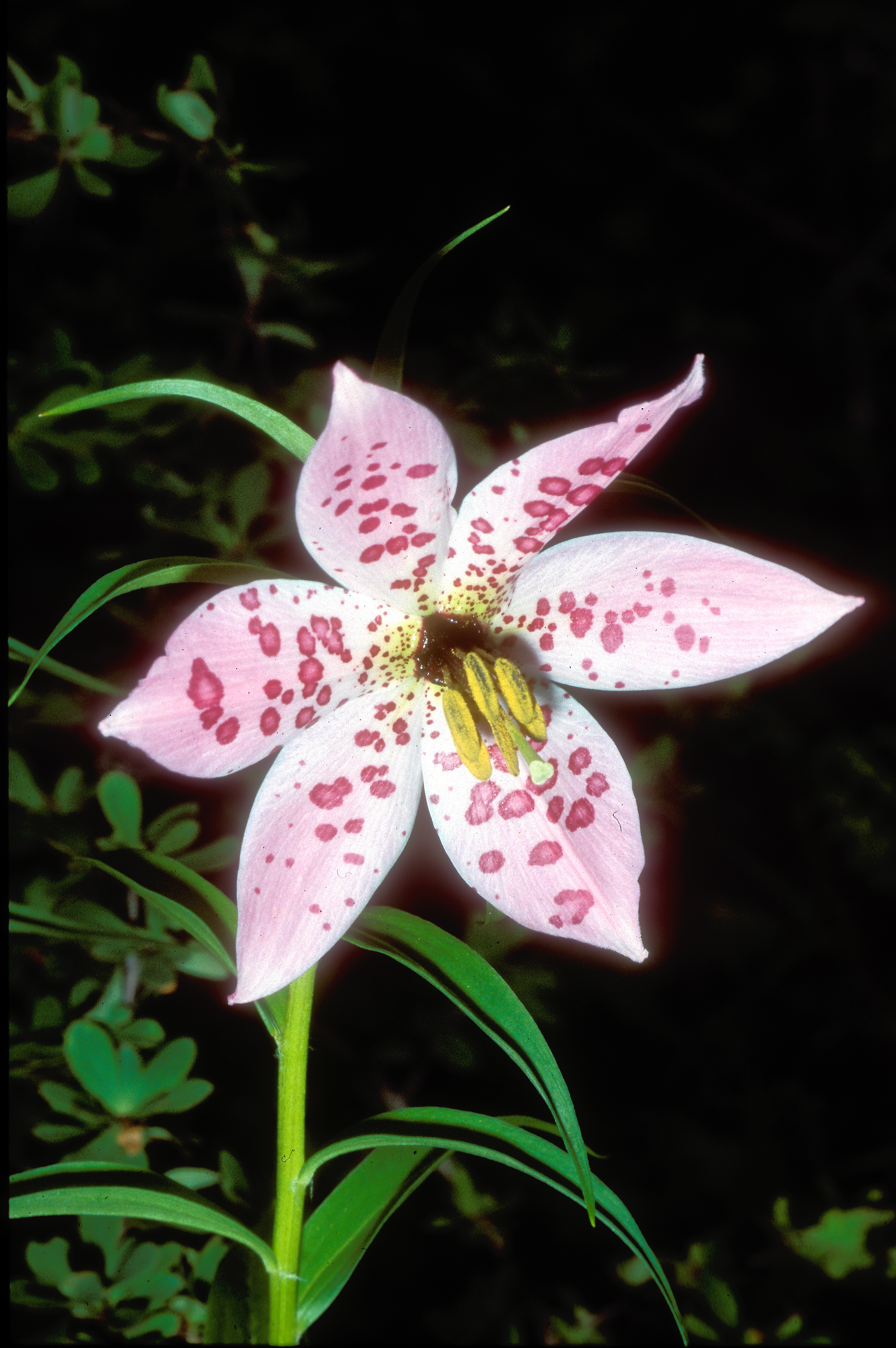